# Hockeyallsvenskan 2017/2018
Hockeyallsvenskan 2017/2018 är den 12:e säsongen av Hockeyallsvenskan i dess nuvarande form som Sveriges näst högsta serie i ishockey. Grundserien inleddes 19 september 2017, och avslutades 7 mars 2018.

## Deltagande lag
- Efter säsongen 2016/2017 flyttades Mora IK upp till SHL på bekostnad av Leksands IF. IF Troja-Ljungby flyttades upp från Hockeyettan medan VIK Västerås HK inte kunde kvalificera sig för fortsatt spel i Hockeyallsvenskan.
- Den 21 juni meddelade ishockeyförbundets licensnämnd att de inte ger IK Pantern elitlicens för fortsatt spel i Hockeyallsvenskan. Detta på grund av att erfordrad årsredovisning inte hade lämnats in i tid.[1]
- IK Pantern överklagade beslutet och den 30 juni beslutade ishockeyförbundets appellationsnämnd att bevilja klubben spel i Hockeyallsvenskan 2017/2018. Pantern fick dock en straffavgift på 25 000 kronor på grund av de för sent inlämnade uppgifterna.[2]

| Lag              | Län            | Ort          | Arena                | Plac. | 1:a säsongen | Sedan     |
| ---------------- | -------------- | ------------ | -------------------- | ----- | ------------ | --------- |
| AIK              | Stockholm      | Stockholm    | Hovet                | 5     | 2002/2003    | 2014/2015 |
| Almtuna IS       | Uppsala        | Uppsala      | Gränbyhallen         | 8     | 2001/2002    | 2003/2004 |
| BIK Karlskoga    | Örebro         | Karlskoga    | Nobelhallen          | 2     | 1999/2000    | 1999/2000 |
| IF Björklöven    | Västerbotten   | Umeå         | A3 Arena             | 11    | 1999/2000    | 2013/2014 |
| IF Troja-Ljungby | Kronoberg      | Ljungby      | Ljungby Arena        | 1AS   | 1999/2000    | 2017/2018 |
| IK Oskarshamn    | Kalmar         | Oskarshamn   | Be-Ge Hockey Center  | 9     | 1999/2000    | 1999/2000 |
| IK Pantern       | Skåne          | Malmö        | Malmö isstadion      | 4     | 2015/2016    | 2015/2016 |
| Leksands IF      | Dalarna        | Leksand      | Tegera Arena         | 14SHL | 2001/2002    | 2017/2018 |
| Modo Hockey      | Västernorrland | Örnsköldsvik | Fjällräven Center    | 12    | 2016/2017    | 2016/2017 |
| Södertälje SK    | Stockholm      | Södertälje   | Scaniarinken         | 14    | 1999/2000    | 2016/2017 |
| Timrå IK         | Västernorrland | Timrå        | NHK Arena            | 6     | 2013/2014    | 2013/2014 |
| Tingsryds AIF    | Kronoberg      | Tingsryd     | Nelson Garden Arena  | 7     | 1999/2000    | 2015/2016 |
| HC Vita Hästen   | Östergötland   | Norrköping   | Himmelstalundshallen | 10    | 2014/2015    | 2014/2015 |
| Västerviks IK    | Kalmar         | Västervik    | Plivit Trade-hallen  | 3     | 2016/2017    | 2016/2017 |

## Förlopp
- Seriepremiären hölls den 19 september med sju matcher. Störst publik, 5819 personer, drog Leksand i sitt möte med Södertälje i Tegera arena, en match som slutade 3-1.[4]
- I den andra omgången beslutade Troja-Ljungby, på polisens inrådan, att porta alla med supporterklubben Ultras Ljungbys svarta tröja. Den kontroversiella tröjan hade ett emblem som hämtats från rörelser med tydliga kopplingar till våld och fascism. Polisen anförde också att det funnits en historik med pyroteknik och våld kring fansen. Ultras Ljungby sa sig dock vara helt ovetande om sin loggas koppling till våld och högerextremism, beklagade att man inte kontrollerat symbolens ursprung tidigare samt slutade använda de svarta tröjorna.[5][6][7][8]
- Under seriens gång ändrar SHL synen på vad som är interference av målvakt. Hockeyallsvenskan protesterar mot att regler ändras under säsongen och tänker inte ändra sig.[9]
- Utanför rinkarna rasar en debatt om SHL:s TV-pengar. Sex Hockeyallsvenska lag hotar med att hoppa av serien och bilda en ny nordisk liga istället.[10][11]
- Under slutet av november stormar det ordentligt i IK Pantern. Återigen hotas föreningen av konkurs samtidigt som huvudtränaren och sportchefen får gå efter ett spelaruppror.[12][13][14] En dryg månad senare går Hugo Stenbeck in som partner med Pantern under villkoret att han får utse tränare och sportchef.[15]
- I början av 2018 visar det sig att ekonomin krisar även för Tingsryds AIF. Vikande publiksiffror och en sponsor som dragit sig ur gör att föreningen ligger långt från budget och riskerar att inte klara elitlicensen. [16]
- Vita hästen bestämmer sig för att sparka sin tränare Jonas Johnson - Leif Strömberg tar över i hans ställe.[17]

## Tabeller

### Poängtabell
| Nr | Lag                  | S  | V  | ÖV | ÖF | F  | GM  | IM  | MS  | P  |
| -- | -------------------- | -- | -- | -- | -- | -- | --- | --- | --- | -- |
| 1  | Timrå IK             | 52 | 26 | 7  | 7  | 12 | 134 | 99  | +35 | 99 |
| 2  | Leksands IF (N)      | 52 | 26 | 3  | 7  | 16 | 147 | 114 | +33 | 91 |
| 3  | AIK                  | 52 | 23 | 6  | 4  | 19 | 149 | 128 | +21 | 85 |
| 4  | Almtuna IS           | 52 | 21 | 6  | 7  | 18 | 135 | 143 | −8  | 82 |
| 5  | IF Björklöven        | 52 | 20 | 6  | 8  | 18 | 136 | 133 | +3  | 80 |
| 6  | IK Pantern           | 52 | 18 | 10 | 5  | 19 | 138 | 140 | −2  | 79 |
| 7  | IK Oskarshamn        | 52 | 19 | 7  | 8  | 18 | 148 | 159 | −11 | 79 |
| 8  | Södertälje SK        | 52 | 19 | 6  | 6  | 21 | 130 | 141 | −11 | 75 |
| 9  | Vita Hästen          | 52 | 18 | 6  | 7  | 21 | 119 | 137 | −18 | 73 |
| 10 | Modo                 | 52 | 19 | 7  | 1  | 25 | 134 | 123 | +11 | 72 |
| 11 | Tingsryds AIF        | 52 | 18 | 5  | 7  | 22 | 125 | 136 | −11 | 71 |
| 12 | BIK Karlskoga        | 52 | 16 | 8  | 7  | 21 | 126 | 149 | −23 | 71 |
| 13 | Västerviks IK        | 52 | 19 | 3  | 6  | 24 | 133 | 142 | −9  | 69 |
| 14 | IF Troja-Ljungby (U) | 52 | 14 | 8  | 8  | 22 | 142 | 152 | −10 | 66 |

Tabelldata är hämtade från Svenska Ishockeyförbundet.

### Resultattabell
| Hemma \ Borta    | AIK     | ALM     | BIK     | VIT     | BJÖ     | TRO     | IKO     | PAN     | LEK     | MOD     | SÖD     | TIM     | TIN     | VÄS     |
| AIK              | —       | 1–2 4–2 | 4–7 4–0 | 2–1     | 5–1 3–2 | 3–2 5–3 | 2–4 5–6 | 2–1 3–2 | 1–3     | 2–3 2–1 | 0–2 6–4 | 3–1 6–5 | 4–1 3–1 | 5–1 4–7 |
| Almtuna IS       | 2–4 1–4 | —       | 5–2 2–1 | 2–1     | 3–4 0–4 | 3–2     | 2–3 7–1 | 1–3 2–3 | 2–0 0–9 | 4–2     | 0–2 3–4 | 5–3 0–1 | 1–4 4–3 | 4–1 2–1 |
| BIK Karlskoga    | 4–3 2–1 | 4–6 5–4 | —       | 4–1 2–4 | 4–2 3–2 | 2–3 6–2 | 5–3 4–1 | 3–4 1–2 | 1–5 2–1 | 0–4 2–3 | 2–1 2–0 | 2–1 4–3 | 2–1 0–2 | 1–4 2–1 |
| HC Vita Hästen   | 2–8 2–1 | 7–0 2–1 | 4–3 3–0 | —       | 4–3 2–3 | 3–0 0–4 | 2–3 4–3 | 4–1     | 2–7 4–2 | 3–2 3–4 | 4–3 1–5 | 1–2 3–1 | 3–4 3–0 | 4–2 0–5 |
| IF Björklöven    | 4–1 4–2 | 2–4 3–2 | 4–3 3–1 | 1–2     | —       | 5–2 3–4 | 5–1 4–0 | 1–4 3–2 | 6–3 4–0 | 3–2 2–1 | 4–1 1–2 | 0–3 1–3 | 6–1 3–2 | 1–6 2–1 |
| IF Troja-Ljungby | 1–6 3–2 | 0–4 5–3 | 2–1 6–2 | 2–3 3–1 | 1–4 3–0 | —       | 1–4 3–2 | 2–3 4–5 | 5–4 6–1 | 1–2 3–2 | 4–2 6–0 | 2–1 3–2 | 2–3 3–6 | 4–3 2–3 |
| IK Oskarshamn    | 5–1 3–2 | 5–1 3–4 | 3–1 4–5 | 4–3 1–3 | 6–1 3–2 | 2–3 5–4 | —       | 6–2 0–8 | 1–0 1–6 | 0–3 1–3 | 5–4 6–0 | 1–2 3–4 | 3–1 3–5 | 2–1 4–3 |
| IK Pantern       | 5–2 3–5 | 0–2 1–4 | 4–3 4–5 | 4–1 4–2 | 3–2 2–1 | 2–3 2–0 | 4–3 5–4 | —       | 3–2 2–5 | 4–2 1–6 | 4–5 3–4 | 1–0 5–4 | 3–2 2–4 | 4–3 1–3 |
| Leksands IF      | 0–3 2–3 | 0–1 2–0 | 4–0 2–0 | 1–2 2–0 | 2–1 2–4 | 2–1 3–1 | 3–1 4–5 | 2–1 3–1 | —       | 4–2 4–1 | 3–1 3–2 | 2–3 1–2 | 3–4 5–2 | 5–3 4–1 |
| Modo Hockey      | 4–1 2–1 | 7–1 4–3 | 5–3 1–5 | 4–2 1–0 | 2–3 2–4 | 5–3 6–3 | 5–3 4–1 | 1–2 0–2 | 4–3 1–3 | —       | 1–2 0–3 | 1–4 2–3 | 1–2 5–2 | 3–1 2–3 |
| Södertälje SK    | 1–2 1–3 | 3–4 2–8 | 6–3 3–4 | 4–3 4–1 | 2–3 3–1 | 5–4 4–3 | 2–1 2–3 | 1–2 4–1 | 1–2 3–0 | 3–4 2–0 | —       | 2–5 4–1 | 1–4 4–3 | 2–0 0–2 |
| Timrå IK         | 4–2 3–2 | 4–2 1–3 | 1–2 2–0 | 4–0 3–1 | 3–2 2–3 | 1–0 3–2 | 3–2 2–3 | 3–2     | 3–4 4–1 | 4–1 2–0 | 2–3 2–0 | —       | 3–2 3–0 | 1–0 7–2 |
| Tingsryds AIF    | 0–3 1–2 | 0–3 2–3 | 3–0 0–2 | 4–1 3–0 | 6–3 5–2 | 0–3 5–2 | 0–1 3–4 | 1–0 1–2 | 6–2 4–3 | 1–3 3–1 | 2–5 5–1 | 2–3 0–3 | —       | 4–3 3–2 |
| Västerviks IK    | 2–1 1–2 | 5–1 4–3 | 5–2 1–2 | 3–4 2–5 | 2–0 5–3 | 3–1 2–8 | 4–3 2–3 | 6–3 2–3 | 1–6 1–4 | 0–4 2–3 | 1–4 4–1 | 2–0 2–1 | 5–1 4–1 | —       |

Tabelldata är hämtade från Svenska Ishockeyförbundet.

## Översikt slutspel, playoff och kval
|  | Hockeyallsvenska finalen | Hockeyallsvenska finalen | Hockeyallsvenska finalen |  |         |         |               |   |  |  | Direktkval till SHL | Direktkval till SHL | Direktkval till SHL |
|  |                          |                          |                          |  |         |         |               |   |  |  |                     |                     |                     |
|  | 1                        | Timrå IK                 | 3                        |  |         |         |               |   |  |  | SHL14               | Karlskrona HK       | 3                   |
|  | 2                        | Leksands IF              | 0                        |  |         |         |               |   |  |  |                     |                     |                     |
|  |                          |                          |                          |  |         | HA1     | Timrå IK      | 4 |  |  |                     |                     |                     |
|  |                          |                          |                          |  |         |         |               |   |  |  |                     |                     |                     |
|  | #                        | Slutspelsserien          | P                        |  | Playoff | Playoff | Playoff       |   |  |  |                     |                     |                     |
|  | 1                        | IK Oskarshamn            | 12                       |  |         | 2       | Leksands IF   | 2 |  |  | SHL13               | Mora IK             | 4                   |
|  | 2                        | Södertälje SK            | 12                       |  |         | 7       | IK Oskarshamn | 1 |  |  | HA2                 | Leksands IF         | 1                   |
|  | 3                        | IF Björklöven            | 11                       |  |         |         |               |   |  |  |                     |                     |                     |
|  | 4                        | AIK                      | 9                        |  |         |         |               |   |  |  |                     |                     |                     |
|  | 5                        | Almtuna IS               | 5                        |  |         |         |               |   |  |  |                     |                     |                     |
|  | 6                        | IK Pantern               | 2                        |  |         |         |               |   |  |  |                     |                     |                     |

## Hockeyallsvenska finalen
De två bästa lagen i Hockeyallsvenskan spelade en final i bäst av fem matcher. Vinnaren gick vidare till direktval till SHL medan förloraren gick till playoff.

### Timrå IK - Leksands IF
| 1     | 9 mars 2018 | Timrå IK | 000 4 – 3 (SD)               | Leksands IF                                                        | NHK Arena                                                   |                                                             |
| 19:00 | 19:00       | (1–1, 1–1, 1–1, 1–0) Rapport                                                                                | (1–1, 1–1, 1–1, 1–0) Rapport | (1–1, 1–1, 1–1, 1–0) Rapport                                       | Timrå Publik: 4 218 Domare: David Bergman, Christoffer Holm | Timrå Publik: 4 218 Domare: David Bergman, Christoffer Holm |
| 19:00 | 19:00       | Filip Hållander (11:18) (PP1) Jonathan Dahlén (32:09) Johannes Kinnvall (44:14) Michael Parks (66:35) (PP1) | Mål                          | (03:26) Jon Knuts (31:34) Johan Porsberger (55:07) Austin Madaisky | Timrå Publik: 4 218 Domare: David Bergman, Christoffer Holm | Timrå Publik: 4 218 Domare: David Bergman, Christoffer Holm |
| 19:00 | 19:00       | |                              |                                                                    | Timrå Publik: 4 218 Domare: David Bergman, Christoffer Holm | Timrå Publik: 4 218 Domare: David Bergman, Christoffer Holm |
| 19:00 | 19:00       | |                              |                                                                    | Timrå Publik: 4 218 Domare: David Bergman, Christoffer Holm | Timrå Publik: 4 218 Domare: David Bergman, Christoffer Holm |
| 19:00 | 19:00       | |                              |                                                                    | Timrå Publik: 4 218 Domare: David Bergman, Christoffer Holm | Timrå Publik: 4 218 Domare: David Bergman, Christoffer Holm |
| 19:00 | 19:00       | |                              |                                                                    | Timrå Publik: 4 218 Domare: David Bergman, Christoffer Holm | Timrå Publik: 4 218 Domare: David Bergman, Christoffer Holm |

| 2     | 11 mars 2018 | Leksands IF             | 1 – 2                   | Timrå IK                                      | Tegera Arena                                                   |                                                                |
| 15:00 | 15:00        | (0–0, 0–2, 1–0) Rapport | (0–0, 0–2, 1–0) Rapport | (0–0, 0–2, 1–0) Rapport                       | Leksand Publik: 5 954 Domare: Johan Nordlöf, Richard Magnusson | Leksand Publik: 5 954 Domare: Johan Nordlöf, Richard Magnusson |
| 15:00 | 15:00        | Oskar Lang (59:55)      | Mål                     | (31:58) Jonathan Dahlén (36:35) Erik Karlsson | Leksand Publik: 5 954 Domare: Johan Nordlöf, Richard Magnusson | Leksand Publik: 5 954 Domare: Johan Nordlöf, Richard Magnusson |
| 15:00 | 15:00        |                         |                         |                                               | Leksand Publik: 5 954 Domare: Johan Nordlöf, Richard Magnusson | Leksand Publik: 5 954 Domare: Johan Nordlöf, Richard Magnusson |
| 15:00 | 15:00        |                         |                         |                                               | Leksand Publik: 5 954 Domare: Johan Nordlöf, Richard Magnusson | Leksand Publik: 5 954 Domare: Johan Nordlöf, Richard Magnusson |
| 15:00 | 15:00        |                         |                         |                                               | Leksand Publik: 5 954 Domare: Johan Nordlöf, Richard Magnusson | Leksand Publik: 5 954 Domare: Johan Nordlöf, Richard Magnusson |
| 15:00 | 15:00        |                         |                         |                                               | Leksand Publik: 5 954 Domare: Johan Nordlöf, Richard Magnusson | Leksand Publik: 5 954 Domare: Johan Nordlöf, Richard Magnusson |

| 3     | 13 mars 2018 | Timrå IK                                                                                              | 4 – 1                   | Leksands IF             | NHK Arena                                                   |                                                             |
| 19:00 | 19:00        | (2–0, 0–0, 2–1) Rapport                                                                               | (2–0, 0–0, 2–1) Rapport | (2–0, 0–0, 2–1) Rapport | Timrå Publik: 5 544 Domare: Christoffer Holm, David Bergman | Timrå Publik: 5 544 Domare: Christoffer Holm, David Bergman |
| 19:00 | 19:00        | Johannes Kinnvall (03:08) Jonathan Dahlén (09:09) Jonathan Dahlén (45:04) (PP1) Erik Karlsson (56:36) | Mål                     | (49:31) Filip Johansson | Timrå Publik: 5 544 Domare: Christoffer Holm, David Bergman | Timrå Publik: 5 544 Domare: Christoffer Holm, David Bergman |
| 19:00 | 19:00        | |                         |                         | Timrå Publik: 5 544 Domare: Christoffer Holm, David Bergman | Timrå Publik: 5 544 Domare: Christoffer Holm, David Bergman |
| 19:00 | 19:00        | |                         |                         | Timrå Publik: 5 544 Domare: Christoffer Holm, David Bergman | Timrå Publik: 5 544 Domare: Christoffer Holm, David Bergman |
| 19:00 | 19:00        | |                         |                         | Timrå Publik: 5 544 Domare: Christoffer Holm, David Bergman | Timrå Publik: 5 544 Domare: Christoffer Holm, David Bergman |
| 19:00 | 19:00        | |                         |                         | Timrå Publik: 5 544 Domare: Christoffer Holm, David Bergman | Timrå Publik: 5 544 Domare: Christoffer Holm, David Bergman |

## Slutspelsserien
Lag 3-8 i hockeyallsvenskan gick till slutspelsserien som spelades som en enkelserie i 5 omgångar där lag 3-5 hade fördelen av en extra hemmamatch. Vid seriestart fick lagen en placeringspoäng utifrån placeringen i hockeyallsvenskan, där lag 3 fick 3 poäng, lag 4 fick 2 poäng och lag 5 fick 1 poäng. Övriga lag fick 0 poäng. Vinnaren av serien gick till playoff.
| Nr | Lag           | S | V | ÖV | ÖF | F | GM | IM | MS  | P  |
| -- | ------------- | - | - | -- | -- | - | -- | -- | --- | -- |
| 1  | IK Oskarshamn | 5 | 3 | 1  | 1  | 0 | 19 | 7  | +12 | 12 |
| 2  | Södertälje SK | 5 | 4 | 0  | 0  | 1 | 16 | 11 | +5  | 12 |
| 3  | IF Björklöven | 5 | 2 | 2  | 0  | 1 | 16 | 12 | +4  | 11 |
| 4  | AIK           | 5 | 1 | 1  | 1  | 2 | 12 | 14 | −2  | 9  |
| 5  | Almtuna IS    | 5 | 0 | 1  | 1  | 3 | 10 | 20 | −10 | 5  |
| 6  | IK Pantern    | 5 | 0 | 0  | 2  | 3 | 12 | 21 | −9  | 2  |

### Omgång 1
|       | 10 mars 2018 | AIK                                                                | 000 3 – 2 (SD)               | Almtuna IS                                           | Hovet                                             |                                                   |
| 18:00 | 18:00        | (0–0, 2–1, 0–1, 1–0) Rapport                                       | (0–0, 2–1, 0–1, 1–0) Rapport | (0–0, 2–1, 0–1, 1–0) Rapport                         | Stockholm Publik: 2 967 Domare: Richard Magnusson | Stockholm Publik: 2 967 Domare: Richard Magnusson |
| 18:00 | 18:00        | Emil Lundberg (28:03) Mathias From (35:10) Eric Castonguay (63:14) | Mål                          | (27:19) Victor Rollin-Carlsson (42:50) Albin Carlson | Stockholm Publik: 2 967 Domare: Richard Magnusson | Stockholm Publik: 2 967 Domare: Richard Magnusson |
| 18:00 | 18:00        |                                                                    |                              |                                                      | Stockholm Publik: 2 967 Domare: Richard Magnusson | Stockholm Publik: 2 967 Domare: Richard Magnusson |
| 18:00 | 18:00        |                                                                    |                              |                                                      | Stockholm Publik: 2 967 Domare: Richard Magnusson | Stockholm Publik: 2 967 Domare: Richard Magnusson |
| 18:00 | 18:00        |                                                                    |                              |                                                      | Stockholm Publik: 2 967 Domare: Richard Magnusson | Stockholm Publik: 2 967 Domare: Richard Magnusson |
| 18:00 | 18:00        |                                                                    |                              |                                                      | Stockholm Publik: 2 967 Domare: Richard Magnusson | Stockholm Publik: 2 967 Domare: Richard Magnusson |

|       | 10 mars 2018 | IF Björklöven | 000 5 – 4 (SD)               | IK Pantern                                                                                        | A3 Arena                                    |                                             |
| 18:00 | 18:00        | (1–1, 0–3, 3–0, 1–0) Rapport                                                                                             | (1–1, 0–3, 3–0, 1–0) Rapport | (1–1, 0–3, 3–0, 1–0) Rapport                                                                      | Umeå Publik: 3 760 Domare: Christoffer Holm | Umeå Publik: 3 760 Domare: Christoffer Holm |
| 18:00 | 18:00        | Roope Talaja (04:47) (PP1) Axel Ottosson (41:17) Fredric Andersson (51:42) (PP1) Filip Riska (51:54) Cody Murphy (64:44) | Mål                          | (14:43) Andreas Heier (28:03) (PP1) Anders Grönlund (34:19) Nicklas Jadeland (38:23) Stefan Söder | Umeå Publik: 3 760 Domare: Christoffer Holm | Umeå Publik: 3 760 Domare: Christoffer Holm |
| 18:00 | 18:00        | |                              |                                                                                                   | Umeå Publik: 3 760 Domare: Christoffer Holm | Umeå Publik: 3 760 Domare: Christoffer Holm |
| 18:00 | 18:00        | |                              |                                                                                                   | Umeå Publik: 3 760 Domare: Christoffer Holm | Umeå Publik: 3 760 Domare: Christoffer Holm |
| 18:00 | 18:00        | |                              |                                                                                                   | Umeå Publik: 3 760 Domare: Christoffer Holm | Umeå Publik: 3 760 Domare: Christoffer Holm |
| 18:00 | 18:00        | |                              |                                                                                                   | Umeå Publik: 3 760 Domare: Christoffer Holm | Umeå Publik: 3 760 Domare: Christoffer Holm |

|       | 10 mars 2018 | IK Oskarshamn                                                                                           | 4 – 1                   | Södertälje SK             | Be-Ge Hockey Center                         |                                             |
| 18:00 | 18:00        | (2–0, 0–1, 2–0) Rapport                                                                                 | (2–0, 0–1, 2–0) Rapport | (2–0, 0–1, 2–0) Rapport   | Oskarshamn Publik: 2 153 Domare: Peter Lyth | Oskarshamn Publik: 2 153 Domare: Peter Lyth |
| 18:00 | 18:00        | Marcus Björk (06:47) (PP1) John Dahlström (13:46) (PP1) Robin Söderqvist (52:12) Markus Persson (57:17) | Mål                     | (27:13) Ludwig Blomstrand | Oskarshamn Publik: 2 153 Domare: Peter Lyth | Oskarshamn Publik: 2 153 Domare: Peter Lyth |
| 18:00 | 18:00        | |                         |                           | Oskarshamn Publik: 2 153 Domare: Peter Lyth | Oskarshamn Publik: 2 153 Domare: Peter Lyth |
| 18:00 | 18:00        | |                         |                           | Oskarshamn Publik: 2 153 Domare: Peter Lyth | Oskarshamn Publik: 2 153 Domare: Peter Lyth |
| 18:00 | 18:00        | |                         |                           | Oskarshamn Publik: 2 153 Domare: Peter Lyth | Oskarshamn Publik: 2 153 Domare: Peter Lyth |
| 18:00 | 18:00        | |                         |                           | Oskarshamn Publik: 2 153 Domare: Peter Lyth | Oskarshamn Publik: 2 153 Domare: Peter Lyth |

### Omgång 2
|       | 12 mars 2018 | Almtuna IS                                       | 2 – 4                   | IF Björklöven                                                                             | Gränbyhallen                                |                                             |
| 19:00 | 19:00        | (2–1, 0–2, 0–1) Rapport                          | (2–1, 0–2, 0–1) Rapport | (2–1, 0–2, 0–1) Rapport                                                                   | Uppsala Publik: 1 480 Domare: Johan Nordlöf | Uppsala Publik: 1 480 Domare: Johan Nordlöf |
| 19:00 | 19:00        | Per Svensson (28:03) William Quist (05:52) (PP1) | Mål                     | (02:53) Austin Farley (27:15) Austin Farley (29:37) Marcus Jonsson (59:29) Lukas Ericsson | Uppsala Publik: 1 480 Domare: Johan Nordlöf | Uppsala Publik: 1 480 Domare: Johan Nordlöf |
| 19:00 | 19:00        |                                                  |                         |                                                                                           | Uppsala Publik: 1 480 Domare: Johan Nordlöf | Uppsala Publik: 1 480 Domare: Johan Nordlöf |
| 19:00 | 19:00        |                                                  |                         |                                                                                           | Uppsala Publik: 1 480 Domare: Johan Nordlöf | Uppsala Publik: 1 480 Domare: Johan Nordlöf |
| 19:00 | 19:00        |                                                  |                         |                                                                                           | Uppsala Publik: 1 480 Domare: Johan Nordlöf | Uppsala Publik: 1 480 Domare: Johan Nordlöf |
| 19:00 | 19:00        |                                                  |                         |                                                                                           | Uppsala Publik: 1 480 Domare: Johan Nordlöf | Uppsala Publik: 1 480 Domare: Johan Nordlöf |

|       | 12 mars 2018 | IK Pantern                                          | 2 – 5                   | IK Oskarshamn | Malmö isstadion                                |                                                |
| 19:00 | 19:00        | (1–0, 0–3, 1–2) Rapport                             | (1–0, 0–3, 1–2) Rapport | (1–0, 0–3, 1–2) Rapport                                                                                                | Malmö Publik: 464 Domare: Christoffer Karlsson | Malmö Publik: 464 Domare: Christoffer Karlsson |
| 19:00 | 19:00        | Anders Grönlund (14:30) (PP1) Andreas Heier (41:20) | Mål                     | (22:25) John Dahlström (30:52) (PP1) Markus Persson (39:01) Manuel Ågren (55:41) Arsi Piispanen (56:22) Karl Johansson | Malmö Publik: 464 Domare: Christoffer Karlsson | Malmö Publik: 464 Domare: Christoffer Karlsson |
| 19:00 | 19:00        |                                                     |                         | | Malmö Publik: 464 Domare: Christoffer Karlsson | Malmö Publik: 464 Domare: Christoffer Karlsson |
| 19:00 | 19:00        |                                                     |                         | | Malmö Publik: 464 Domare: Christoffer Karlsson | Malmö Publik: 464 Domare: Christoffer Karlsson |
| 19:00 | 19:00        |                                                     |                         | | Malmö Publik: 464 Domare: Christoffer Karlsson | Malmö Publik: 464 Domare: Christoffer Karlsson |
| 19:00 | 19:00        |                                                     |                         | | Malmö Publik: 464 Domare: Christoffer Karlsson | Malmö Publik: 464 Domare: Christoffer Karlsson |

|       | 12 mars 2018 | Södertälje SK | 5 – 3                   | AIK                                                               | Scaniarinken                                |                                             |
| 19:00 | 19:00        | (1–2, 1–0, 3–1) Rapport | (1–2, 1–0, 3–1) Rapport | (1–2, 1–0, 3–1) Rapport                                           | Södertälje Publik: 3 422 Domare: Peter Lyth | Södertälje Publik: 3 422 Domare: Peter Lyth |
| 19:00 | 19:00        | Marcus Bohman (10:31) Lucas Carlsson (34:20) Lucas Carlsson (47:38) (PP1) Thomas Valkvae-Olsen (58:26) (PP1) Christopher Bengtsson (59:47) | Mål                     | (09:57) Clay Wilson (12:03) Mathias From (55:19) (PP1) Anton Holm | Södertälje Publik: 3 422 Domare: Peter Lyth | Södertälje Publik: 3 422 Domare: Peter Lyth |
| 19:00 | 19:00        | |                         |                                                                   | Södertälje Publik: 3 422 Domare: Peter Lyth | Södertälje Publik: 3 422 Domare: Peter Lyth |
| 19:00 | 19:00        | |                         |                                                                   | Södertälje Publik: 3 422 Domare: Peter Lyth | Södertälje Publik: 3 422 Domare: Peter Lyth |
| 19:00 | 19:00        | |                         |                                                                   | Södertälje Publik: 3 422 Domare: Peter Lyth | Södertälje Publik: 3 422 Domare: Peter Lyth |
| 19:00 | 19:00        | |                         |                                                                   | Södertälje Publik: 3 422 Domare: Peter Lyth | Södertälje Publik: 3 422 Domare: Peter Lyth |

### Omgång 3
|       | 14 mars 2018 | AIK                                                    | 2 – 1                   | IK Pantern              | Hovet                                         |                                               |
| 19:00 | 19:00        | (1–0, 1–1, 0–0) Rapport                                | (1–0, 1–1, 0–0) Rapport | (1–0, 1–1, 0–0) Rapport | Stockholm Publik: 2 715 Domare: David Bergman | Stockholm Publik: 2 715 Domare: David Bergman |
| 19:00 | 19:00        | Christian Sandberg (04:34) Jesper Frödén (21:12) (PP1) | Mål                     | (26:03) Akim Aliu       | Stockholm Publik: 2 715 Domare: David Bergman | Stockholm Publik: 2 715 Domare: David Bergman |
| 19:00 | 19:00        |                                                        |                         |                         | Stockholm Publik: 2 715 Domare: David Bergman | Stockholm Publik: 2 715 Domare: David Bergman |
| 19:00 | 19:00        |                                                        |                         |                         | Stockholm Publik: 2 715 Domare: David Bergman | Stockholm Publik: 2 715 Domare: David Bergman |
| 19:00 | 19:00        |                                                        |                         |                         | Stockholm Publik: 2 715 Domare: David Bergman | Stockholm Publik: 2 715 Domare: David Bergman |
| 19:00 | 19:00        |                                                        |                         |                         | Stockholm Publik: 2 715 Domare: David Bergman | Stockholm Publik: 2 715 Domare: David Bergman |

|       | 14 mars 2018 | Almtuna IS                                    | 2 – 4                   | Södertälje SK                                                                                     | Gränbyhallen                                    |                                                 |
| 19:00 | 19:00        | (2–1, 0–2, 0–1) Rapport                       | (2–1, 0–2, 0–1) Rapport | (2–1, 0–2, 0–1) Rapport                                                                           | Uppsala Publik: 1 622 Domare: Richard Magnusson | Uppsala Publik: 1 622 Domare: Richard Magnusson |
| 19:00 | 19:00        | Masi Marjamäki (12:08) Jonathan Léman (12:53) | Mål                     | (04:19) Stefan Johansson (26:29) Jacob Spångberg (37:53) Ludwig Blomstrand (59:27) Petter Hansson | Uppsala Publik: 1 622 Domare: Richard Magnusson | Uppsala Publik: 1 622 Domare: Richard Magnusson |
| 19:00 | 19:00        |                                               |                         |                                                                                                   | Uppsala Publik: 1 622 Domare: Richard Magnusson | Uppsala Publik: 1 622 Domare: Richard Magnusson |
| 19:00 | 19:00        |                                               |                         |                                                                                                   | Uppsala Publik: 1 622 Domare: Richard Magnusson | Uppsala Publik: 1 622 Domare: Richard Magnusson |
| 19:00 | 19:00        |                                               |                         |                                                                                                   | Uppsala Publik: 1 622 Domare: Richard Magnusson | Uppsala Publik: 1 622 Domare: Richard Magnusson |
| 19:00 | 19:00        |                                               |                         |                                                                                                   | Uppsala Publik: 1 622 Domare: Richard Magnusson | Uppsala Publik: 1 622 Domare: Richard Magnusson |

|       | 14 mars 2018 | IF Björklöven                                                                | 000 3 – 2 (SD)               | IK Oskarshamn                                 | A3 Arena                                        |                                                 |
| 19:00 | 19:00        | (2–1, 0–1, 0–0, 1–0) Rapport                                                 | (2–1, 0–1, 0–0, 1–0) Rapport | (2–1, 0–1, 0–0, 1–0) Rapport                  | Umeå Publik: 4 289 Domare: Christoffer Karlsson | Umeå Publik: 4 289 Domare: Christoffer Karlsson |
| 19:00 | 19:00        | Cody Murphy (12:30) Axel Ottosson (18:00) (PP1) Alex Hutchings (61:55) (PP1) | Mål                          | (01:14) Manuel Ågren (38:52) Niklas Johansson | Umeå Publik: 4 289 Domare: Christoffer Karlsson | Umeå Publik: 4 289 Domare: Christoffer Karlsson |
| 19:00 | 19:00        |                                                                              |                              |                                               | Umeå Publik: 4 289 Domare: Christoffer Karlsson | Umeå Publik: 4 289 Domare: Christoffer Karlsson |
| 19:00 | 19:00        |                                                                              |                              |                                               | Umeå Publik: 4 289 Domare: Christoffer Karlsson | Umeå Publik: 4 289 Domare: Christoffer Karlsson |
| 19:00 | 19:00        |                                                                              |                              |                                               | Umeå Publik: 4 289 Domare: Christoffer Karlsson | Umeå Publik: 4 289 Domare: Christoffer Karlsson |
| 19:00 | 19:00        |                                                                              |                              |                                               | Umeå Publik: 4 289 Domare: Christoffer Karlsson | Umeå Publik: 4 289 Domare: Christoffer Karlsson |

### Omgång 4
|       | 16 mars 2018 | AIK                                                                 | 000 1 – 2 (PS)                    | IK Oskarshamn                                                             | Hovet                                         |                                               |
| 19:00 | 19:00        | (0–0, 1–0, 0–1, 0–0, 0–1) Rapport                                   | (0–0, 1–0, 0–1, 0–0, 0–1) Rapport | (0–0, 1–0, 0–1, 0–0, 0–1) Rapport                                         | Stockholm Publik: 4 211 Domare: Johan Nordlöf | Stockholm Publik: 4 211 Domare: Johan Nordlöf |
| 19:00 | 19:00        | Jens Jakobs (29:11) · Jens Jakobs · Eric Castonguay · Jesper Frödén | Mål                               | (57:39) Niklas Johansson · Arsi Piispanen · John Dahlström · Marcus Björk | Stockholm Publik: 4 211 Domare: Johan Nordlöf | Stockholm Publik: 4 211 Domare: Johan Nordlöf |
| 19:00 | 19:00        |                                                                     |                                   |                                                                           | Stockholm Publik: 4 211 Domare: Johan Nordlöf | Stockholm Publik: 4 211 Domare: Johan Nordlöf |
| 19:00 | 19:00        |                                                                     |                                   |                                                                           | Stockholm Publik: 4 211 Domare: Johan Nordlöf | Stockholm Publik: 4 211 Domare: Johan Nordlöf |
| 19:00 | 19:00        |                                                                     |                                   |                                                                           | Stockholm Publik: 4 211 Domare: Johan Nordlöf | Stockholm Publik: 4 211 Domare: Johan Nordlöf |
| 19:00 | 19:00        |                                                                     |                                   |                                                                           | Stockholm Publik: 4 211 Domare: Johan Nordlöf | Stockholm Publik: 4 211 Domare: Johan Nordlöf |

|       | 16 mars 2018 | Almtuna IS                                                                                         | 000 4 – 3 (SD)               | IK Pantern                                                            | Gränbyhallen                           |                                        |
| 19:00 | 19:00        | (2–0, 0–1, 1–2, 1–0) Rapport                                                                       | (2–0, 0–1, 1–2, 1–0) Rapport | (2–0, 0–1, 1–2, 1–0) Rapport                                          | Uppsala Publik: 802 Domare: Peter Lyth | Uppsala Publik: 802 Domare: Peter Lyth |
| 19:00 | 19:00        | Fredrik Forsberg (10:40) Masi Marjamäki (16:04) (PP1) Lucas Sandström (48:20) Oscar Milton (64:15) | Mål                          | (37:46) Stefan Söder (42:42) Robin Dahse (45:57) (PP1) Martin Janolhs | Uppsala Publik: 802 Domare: Peter Lyth | Uppsala Publik: 802 Domare: Peter Lyth |
| 19:00 | 19:00        | |                              |                                                                       | Uppsala Publik: 802 Domare: Peter Lyth | Uppsala Publik: 802 Domare: Peter Lyth |
| 19:00 | 19:00        | |                              |                                                                       | Uppsala Publik: 802 Domare: Peter Lyth | Uppsala Publik: 802 Domare: Peter Lyth |
| 19:00 | 19:00        | |                              |                                                                       | Uppsala Publik: 802 Domare: Peter Lyth | Uppsala Publik: 802 Domare: Peter Lyth |
| 19:00 | 19:00        | |                              |                                                                       | Uppsala Publik: 802 Domare: Peter Lyth | Uppsala Publik: 802 Domare: Peter Lyth |

|       | 16 mars 2018 | Södertälje SK                   | 1 – 0                   | IF Björklöven           | Scaniarinken                                   |                                                |
| 19:00 | 19:00        | (0–0, 0–0, 1–0) Rapport         | (0–0, 0–0, 1–0) Rapport | (0–0, 0–0, 1–0) Rapport | Södertälje Publik: 3 779 Domare: David Bergman | Södertälje Publik: 3 779 Domare: David Bergman |
| 19:00 | 19:00        | Ludwig Blomstrand (46:48) (PP1) | Mål                     |                         | Södertälje Publik: 3 779 Domare: David Bergman | Södertälje Publik: 3 779 Domare: David Bergman |
| 19:00 | 19:00        |                                 |                         |                         | Södertälje Publik: 3 779 Domare: David Bergman | Södertälje Publik: 3 779 Domare: David Bergman |
| 19:00 | 19:00        |                                 |                         |                         | Södertälje Publik: 3 779 Domare: David Bergman | Södertälje Publik: 3 779 Domare: David Bergman |
| 19:00 | 19:00        |                                 |                         |                         | Södertälje Publik: 3 779 Domare: David Bergman | Södertälje Publik: 3 779 Domare: David Bergman |
| 19:00 | 19:00        |                                 |                         |                         | Södertälje Publik: 3 779 Domare: David Bergman | Södertälje Publik: 3 779 Domare: David Bergman |

### Omgång 5
|       | 18 mars 2018 | IK Pantern                                   | 2 – 5                   | Södertälje SK | Malmö isstadion                                |                                                |
| 15:00 | 15:00        | (0–0, 2–3, 0–2) Rapport                      | (0–0, 2–3, 0–2) Rapport | (0–0, 2–3, 0–2) Rapport | Malmö Publik: 501 Domare: Christoffer Karlsson | Malmö Publik: 501 Domare: Christoffer Karlsson |
| 15:00 | 15:00        | Stefan Söder (24:22) Anders Grönlund (35:06) | Mål                     | (21:04) Thomas Valkvae-Olsen (30:00) (PP1) Ludwig Blomstrand (35:41) David Åslin (44:22) Henrik Malmström (59:35) Christopher Bengtsson | Malmö Publik: 501 Domare: Christoffer Karlsson | Malmö Publik: 501 Domare: Christoffer Karlsson |
| 15:00 | 15:00        |                                              |                         | | Malmö Publik: 501 Domare: Christoffer Karlsson | Malmö Publik: 501 Domare: Christoffer Karlsson |
| 15:00 | 15:00        |                                              |                         | | Malmö Publik: 501 Domare: Christoffer Karlsson | Malmö Publik: 501 Domare: Christoffer Karlsson |
| 15:00 | 15:00        |                                              |                         | | Malmö Publik: 501 Domare: Christoffer Karlsson | Malmö Publik: 501 Domare: Christoffer Karlsson |
| 15:00 | 15:00        |                                              |                         | | Malmö Publik: 501 Domare: Christoffer Karlsson | Malmö Publik: 501 Domare: Christoffer Karlsson |

|       | 18 mars 2018 | IK Oskarshamn | 6 – 0                   | Almtuna IS              | Be-Ge Hockey Center                         |                                             |
| 19:00 | 19:00        | (2–0, 2–0, 2–0) Rapport | (2–0, 2–0, 2–0) Rapport | (2–0, 2–0, 2–0) Rapport | Oskarshamn Publik: 2 841 Domare: Peter Lyth | Oskarshamn Publik: 2 841 Domare: Peter Lyth |
| 19:00 | 19:00        | Lucas Elvenes (07:49) Victor Löfstedt (18:40) Mikael Kuronen (28:20) (PP1) Robin Söderqvist (28:57) Martin Fehérváry (44:32) Tom Hedberg (53:59) | Mål                     |                         | Oskarshamn Publik: 2 841 Domare: Peter Lyth | Oskarshamn Publik: 2 841 Domare: Peter Lyth |
| 19:00 | 19:00        | |                         |                         | Oskarshamn Publik: 2 841 Domare: Peter Lyth | Oskarshamn Publik: 2 841 Domare: Peter Lyth |
| 19:00 | 19:00        | |                         |                         | Oskarshamn Publik: 2 841 Domare: Peter Lyth | Oskarshamn Publik: 2 841 Domare: Peter Lyth |
| 19:00 | 19:00        | |                         |                         | Oskarshamn Publik: 2 841 Domare: Peter Lyth | Oskarshamn Publik: 2 841 Domare: Peter Lyth |
| 19:00 | 19:00        | |                         |                         | Oskarshamn Publik: 2 841 Domare: Peter Lyth | Oskarshamn Publik: 2 841 Domare: Peter Lyth |

|       | 18 mars 2018 | IF Björklöven                                                                                    | 4 – 3                   | AIK                                                                      | A3 Arena                                     |                                              |
| 19:00 | 19:00        | (1–0, 2–1, 1–2) Rapport                                                                          | (1–0, 2–1, 1–2) Rapport | (1–0, 2–1, 1–2) Rapport                                                  | Umeå Publik: 4 035 Domare: Richard Magnusson | Umeå Publik: 4 035 Domare: Richard Magnusson |
| 19:00 | 19:00        | Jacob Peterson (12:36) Austin Farley (22:59) David Lindquist (24:13) Axel Ottosson (57:38) (PP1) | Mål                     | (12:36) Jesper Frödén (47:30) (PP1) Jesper Frödén (49:26) Simon Fernholm | Umeå Publik: 4 035 Domare: Richard Magnusson | Umeå Publik: 4 035 Domare: Richard Magnusson |
| 19:00 | 19:00        |                                                                                                  |                         |                                                                          | Umeå Publik: 4 035 Domare: Richard Magnusson | Umeå Publik: 4 035 Domare: Richard Magnusson |
| 19:00 | 19:00        |                                                                                                  |                         |                                                                          | Umeå Publik: 4 035 Domare: Richard Magnusson | Umeå Publik: 4 035 Domare: Richard Magnusson |
| 19:00 | 19:00        |                                                                                                  |                         |                                                                          | Umeå Publik: 4 035 Domare: Richard Magnusson | Umeå Publik: 4 035 Domare: Richard Magnusson |
| 19:00 | 19:00        |                                                                                                  |                         |                                                                          | Umeå Publik: 4 035 Domare: Richard Magnusson | Umeå Publik: 4 035 Domare: Richard Magnusson |

## Playoff
I playoff möttes förloraren i den hockeyallsvenska finalen och segraren i slutspelsserien. Playoff avgjordes i bäst av 3 matcher där laget från den hockeyallsvenska finalen hade hemmafördel. Vinnaren i playoff gick till direktkval till SHL.

### Leksands IF - IK Oskarshamn
| 1 | 20 mars 2018 | Leksands IF                                                                                   | 000 5 – 4 (SD)               | IK Oskarshamn                | Tegera Arena | |
| |              | (1–1, 0–1, 3–2, 1–0) Rapport                                                                  | (1–1, 0–1, 3–2, 1–0) Rapport | (1–1, 0–1, 3–2, 1–0) Rapport | Leksand Publik: 4 153 Domare: Huvuddomare Peter Lyth Christoffer Holm Linjedomare Petter Norman Fredrik Bäckström | Leksand Publik: 4 153 Domare: Huvuddomare Peter Lyth Christoffer Holm Linjedomare Petter Norman Fredrik Bäckström |
| Johan Porsberger (09:45) Daniel Pietta (40:14) Oskar Lang (43:34) (SH1) Patrick McNally (52:25) Daniel Pietta (72:53) (PP1) | Mål          | (18:19) (PP1) Marcus Björk (34:27) Arsi Piispanen (54:08) Mikael Kuronen (58:42) Marcus Björk |                              |                              | Leksand Publik: 4 153 Domare: Huvuddomare Peter Lyth Christoffer Holm Linjedomare Petter Norman Fredrik Bäckström | Leksand Publik: 4 153 Domare: Huvuddomare Peter Lyth Christoffer Holm Linjedomare Petter Norman Fredrik Bäckström |
| |              |                                                                                               |                              |                              | Leksand Publik: 4 153 Domare: Huvuddomare Peter Lyth Christoffer Holm Linjedomare Petter Norman Fredrik Bäckström | Leksand Publik: 4 153 Domare: Huvuddomare Peter Lyth Christoffer Holm Linjedomare Petter Norman Fredrik Bäckström |
| |              |                                                                                               |                              |                              | Leksand Publik: 4 153 Domare: Huvuddomare Peter Lyth Christoffer Holm Linjedomare Petter Norman Fredrik Bäckström | Leksand Publik: 4 153 Domare: Huvuddomare Peter Lyth Christoffer Holm Linjedomare Petter Norman Fredrik Bäckström |
| |              |                                                                                               |                              |                              | Leksand Publik: 4 153 Domare: Huvuddomare Peter Lyth Christoffer Holm Linjedomare Petter Norman Fredrik Bäckström | Leksand Publik: 4 153 Domare: Huvuddomare Peter Lyth Christoffer Holm Linjedomare Petter Norman Fredrik Bäckström |
| |              |                                                                                               |                              |                              | Leksand Publik: 4 153 Domare: Huvuddomare Peter Lyth Christoffer Holm Linjedomare Petter Norman Fredrik Bäckström | Leksand Publik: 4 153 Domare: Huvuddomare Peter Lyth Christoffer Holm Linjedomare Petter Norman Fredrik Bäckström |

| 2                                                                                              | 22 mars 2018 | IK Oskarshamn           | 4 – 1                   | Leksands IF             | Be-Ge Hockey Center | |
|                                                                                                |              | (2–0, 1–0, 1–1) Rapport | (2–0, 1–0, 1–1) Rapport | (2–0, 1–0, 1–1) Rapport | Oskarshamn Publik: 3 275 Domare: Huvuddomare Johan Nordlöf Richard Magnusson Linjedomare Marcus Bojling Peter Almerstedt | Oskarshamn Publik: 3 275 Domare: Huvuddomare Johan Nordlöf Richard Magnusson Linjedomare Marcus Bojling Peter Almerstedt |
| Jonas Engström (12:50) Jonas Engström (15:03) Lucas Elvenes (28:32) Marcus Björk (59:50) (PP2) | Mål          | (54:26) Emil Bemström   |                         |                         | Oskarshamn Publik: 3 275 Domare: Huvuddomare Johan Nordlöf Richard Magnusson Linjedomare Marcus Bojling Peter Almerstedt | Oskarshamn Publik: 3 275 Domare: Huvuddomare Johan Nordlöf Richard Magnusson Linjedomare Marcus Bojling Peter Almerstedt |
|                                                                                                |              |                         |                         |                         | Oskarshamn Publik: 3 275 Domare: Huvuddomare Johan Nordlöf Richard Magnusson Linjedomare Marcus Bojling Peter Almerstedt | Oskarshamn Publik: 3 275 Domare: Huvuddomare Johan Nordlöf Richard Magnusson Linjedomare Marcus Bojling Peter Almerstedt |
|                                                                                                |              |                         |                         |                         | Oskarshamn Publik: 3 275 Domare: Huvuddomare Johan Nordlöf Richard Magnusson Linjedomare Marcus Bojling Peter Almerstedt | Oskarshamn Publik: 3 275 Domare: Huvuddomare Johan Nordlöf Richard Magnusson Linjedomare Marcus Bojling Peter Almerstedt |
|                                                                                                |              |                         |                         |                         | Oskarshamn Publik: 3 275 Domare: Huvuddomare Johan Nordlöf Richard Magnusson Linjedomare Marcus Bojling Peter Almerstedt | Oskarshamn Publik: 3 275 Domare: Huvuddomare Johan Nordlöf Richard Magnusson Linjedomare Marcus Bojling Peter Almerstedt |
|                                                                                                |              |                         |                         |                         | Oskarshamn Publik: 3 275 Domare: Huvuddomare Johan Nordlöf Richard Magnusson Linjedomare Marcus Bojling Peter Almerstedt | Oskarshamn Publik: 3 275 Domare: Huvuddomare Johan Nordlöf Richard Magnusson Linjedomare Marcus Bojling Peter Almerstedt |

| 3 | 24 mars 2018 | Leksands IF             | 4 – 0                   | IK Oskarshamn           | Tegera Arena          |                       |
|   |              | (2–0, 1–0, 1–0) Rapport | (2–0, 1–0, 1–0) Rapport | (2–0, 1–0, 1–0) Rapport | Leksand Publik: 5 053 | Leksand Publik: 5 053 |
|   |              |                         |                         |                         | Leksand Publik: 5 053 | Leksand Publik: 5 053 |
|   |              |                         |                         |                         | Leksand Publik: 5 053 | Leksand Publik: 5 053 |
|   |              |                         |                         |                         | Leksand Publik: 5 053 | Leksand Publik: 5 053 |
|   |              |                         |                         |                         | Leksand Publik: 5 053 | Leksand Publik: 5 053 |
|   |              |                         |                         |                         | Leksand Publik: 5 053 | Leksand Publik: 5 053 |

## Kvalspel till Hockeyallsvenskan
Kvalificerade är lag 13 och 14 från Hockeyallsvenskan samt vinnarna av Hockeyettans Playoff 3.

### Poängtabell
| Nr | Lag                | S  | V | ÖV | ÖF | F | GM | IM | MS  | P  |
| -- | ------------------ | -- | - | -- | -- | - | -- | -- | --- | -- |
| 1  | Västerviks IK      | 10 | 6 | 1  | 2  | 1 | 32 | 19 | +13 | 22 |
| 2  | Västerås IK ▲      | 10 | 5 | 1  | 1  | 3 | 28 | 24 | +4  | 18 |
| 3  | IF Troja/Ljungby ▼ | 10 | 4 | 1  | 1  | 4 | 39 | 28 | +11 | 15 |
| 4  | Huddinge IK        | 10 | 3 | 2  | 0  | 5 | 20 | 31 | −11 | 13 |
| 5  | Borlänge HF        | 10 | 3 | 1  | 0  | 6 | 27 | 32 | −5  | 11 |
| 6  | Piteå HC           | 10 | 2 | 1  | 3  | 4 | 21 | 33 | −12 | 11 |

Tabelldata är hämtade från Svenska Ishockeyförbundet.

### Resultattabell
| Hemma \ Borta    | BOR | HUD | TRO | PIT | VIK | VÄS |
| Borlänge HF      | —   | 5–3 | 5–2 | 2–3 | 2–5 | 0–3 |
| Huddinge IK      | 1–3 | —   | 2–1 | 2–1 | 1–2 | 3–2 |
| IF Troja/Ljungby | 5–6 | 6–0 | —   | 7–2 | 5–1 | 5–6 |
| Piteå HC         | 3–2 | 3–5 | 0–4 | —   | 1–2 | 1–2 |
| Västerås IK      | 3–1 | 6–0 | 2–3 | 5–4 | —   | 1–3 |
| Västerviks IK    | 4–1 | 2–3 | 4–1 | 2–3 | 4–1 | —   |

## Arenor
| Hovet Ort: Stockholm Kapacitet: 8 094 Byggd: 1955              | Gränby ishall Ort: Uppsala Kapacitet: 2 800 Byggd: 1974 | Nobelhallen Ort: Karlskoga Kapacitet: 5 600 Byggd: 1972           | A3 Arena Ort: Umeå Kapacitet: 5 400 Byggd: 1963                 | Be-Ge Hockey Center Ort: Oskarshamn Kapacitet: 3 424 Byggd: 1974 |
|                                                                |                                                         |                                                                   |                                                                 |                                                                  |
| IK Pantern                                                     | Leksands IF                                             | Modo                                                              | Södertälje SK                                                   | Timrå IK                                                         |
| Malmö isstadion Ort: Malmö Kapacitet: 5 750 Byggd: 1968        | Tegera Arena Ort: Leksand Kapacitet: 7 650 Byggd: 2005  | Fjällräven Center Ort: Örnsköldsvik Kapacitet: 7 049 Byggd: 2006  | Scaniarinken Ort: Södertälje Kapacitet: 6 200 Byggd: 1970       | NHK Arena Ort: Timrå Kapacitet: 6 000 Byggd: 2007                |
|                                                                |                                                         |                                                                   |                                                                 |                                                                  |
| Tingsryds AIF                                                  | IF Troja-Ljungby                                        | Vita Hästen                                                       | Västerviks IK                                                   |                                                                  |
| Nelson Garden Arena Ort: Tingsryd Kapacitet: 3 650 Byggd: 1969 | Ljungby Arena Ort: Ljungby Kapacitet: 3 500 Byggd: 2015 | Himmelstalundshallen Ort: Norrköping Kapacitet: 4 500 Byggd: 1977 | Plivit Trade-hallen Ort: Västervik Kapacitet: 2 500 Byggd: 1984 |                                                                  |
|                                                                | Bild saknas                                             |                                                                   |                                                                 |                                                                  |